# ZDF
Zweites Deutsches Fernsehen (ZDF) is de tweede Duitse publieke televisieomroep. De ZDF heeft een kijkersaandeel van 11,8% (2011). De hoofdvestiging bevindt zich in Mainz.

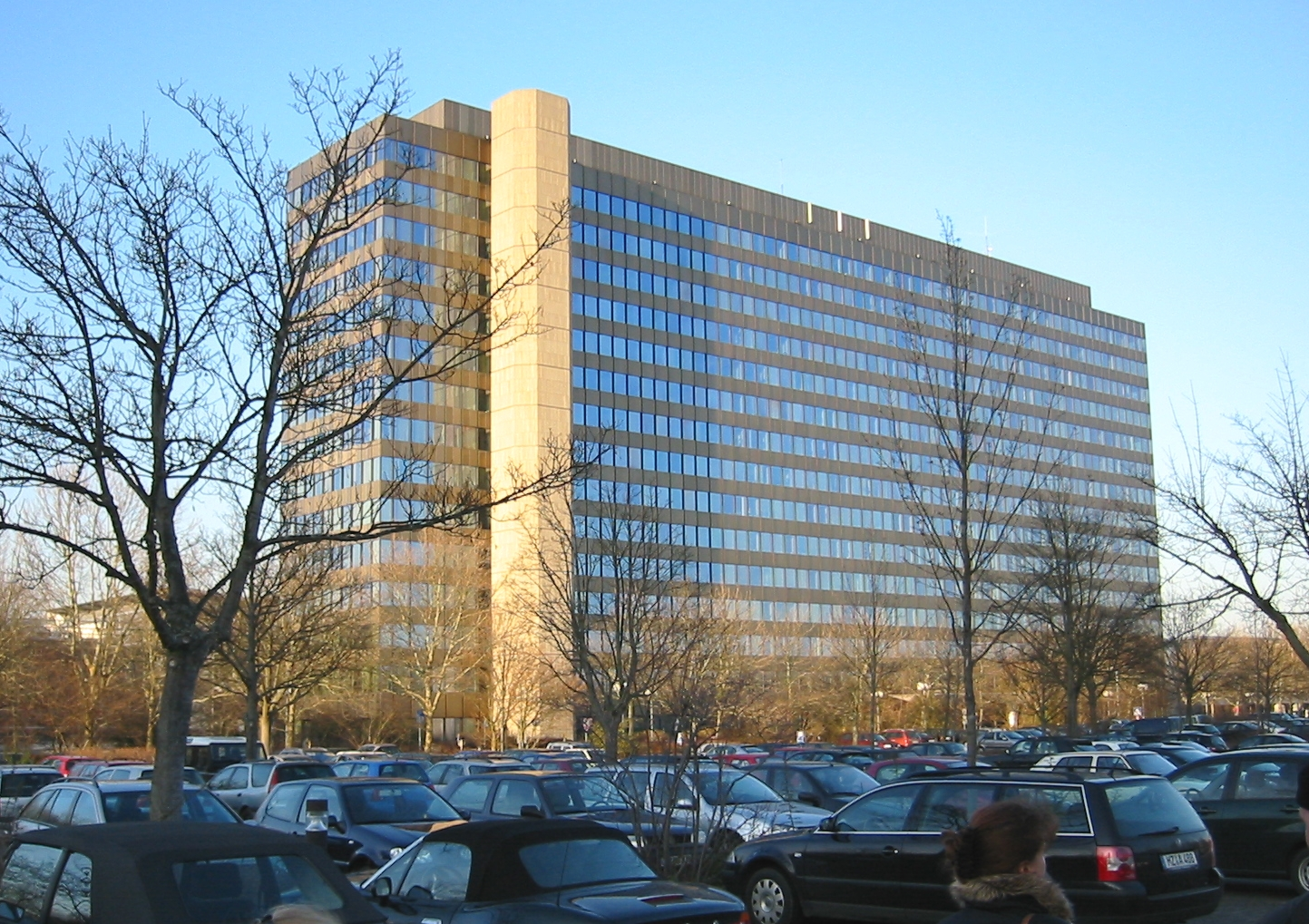
ZDF-gebouw in Mainz

## Geschiedenis
De ZDF is ontstaan in reactie op een mislukt initiatief om een door de bondsregering gesteunde privaat-commerciële zender, de Freies Fernsehen Gesellschaft, op te richten.
Op 3 november 1956 maakte de televisiereclame in Duitsland haar debuut bij de Bayerischer Rundfunk. In datzelfde jaar verenigden uitgevers, reclamemakers en de industrie zich in een "Studiecommissie voor radio- en televisiereclame". De publieke omroepen waren in hetzelfde jaar al twee experimentele zenders begonnen op de nieuwe UHF-frequentie, met de bedoeling om na enkele jaren een tweede landelijke televisiezender te beginnen. De studiecommissie wilde allereerst voorkomen dat die nieuwe frequenties definitief aan de publieke omroep zouden worden toegewezen. In 1957 diende ze een aanvraag voor een frequentietoewijzing in bij de Duitse posterijen (Deutsche Bundespost).
Het was de christendemocratische bondskanselier Konrad Adenauer een doorn in het oog dat de Britse Labour-regering zo veel sociaaldemocraten in de leiding van het centrale Duitse persbureau (DPD, later DPA) en de Nordwestdeutscher Rundfunk (NWDR) had geplaatst. Op basis van de Duitse grondwet had de bondsregering echter niets te zeggen over de omroep en de pers. Volgens het principe van de zogenaamde Kulturhoheit behoorden die tot de exclusieve bevoegdheid van de deelstaten.
De bondsregering trachtte deze beperking te omzeilen door erop te wijzen dat de radio- en televisiezenders tot het werkgebied van de posterijen behoorden, die wél onder de verantwoordelijkheid van de bondsregering viel.

Adenauer steunde daarmee het initiatief voor een Freies Fernsehen Gesellschaft (FFG) met een tweede televisienet. De plannen voor een tweede net werden door de bondsregering goedgekeurd en werden in het geheim gesteund met een bankgarantie van 20 miljoen mark. Op 5 december 1958 werd het Freies Fernsehen Gesellschaft officieel opgericht. De leden van de raad van toezicht van het FFG werden door Adenauer en het Verbond van Duitse industriële ondernemingen gezamenlijk benoemd. Op 3 augustus 1960 kocht het FFG een studioterrein in Eschborn met de bedoeling op korte termijn met uitzenden te kunnen starten. Men had ook al enkele televisieseries ingekocht bij CBS en NBC.

## Deutschland-Fernsehen GmbH
De deelstaten zouden met een beroep op de hun toekomende Kulturhoheit de start van de nieuwe zender via het Bundesverfassungsgericht kunnen blokkeren. Om de deelstaten daarvan af te houden, werd de FFG ondergebracht in een haastig opgerichte holding, de Deutschland-Fernsehen GmbH, waarin de deelstaten zouden kunnen deelnemen. De posterijen zouden de uitzendlicentie toekennen aan deze nieuwe holding, maar de FFG zou de uitzendingen gaan verzorgen.
Tussen 19 augustus en 19 september 1960 beriepen de deelstaten met een SPD-regering (Hamburg, Bremen, Nedersaksen en Hessen) zich desondanks toch op het Bundesverfassungsgericht. Deze instantie deed op 17 december, twee weken voor de geplande start van de uitzendingen, een uitspraak in kort geding: de uitzendingen werden afgelast. In de definitieve uitspraak, die volgde op 28 februari 1961, verklaarde het Bundesverfassungsgericht dat de verantwoordelijkheid van de posterijen beperkt was tot de technische kant van de signaaloverdracht en dat uitsluitend de deelstaten bevoegd waren tot het regelen van de inhoud van de uitzendingen.

## Oprichting ZDF
Omdat het duidelijk was dat de tijd voor een tweede net rijp was, besloten de bondsstaten op 23 maart 1961 tot 'eine gemeinnützige Anstalt des öffentlichen Rechts mit dem Namen: Zweites Deutsches Fernsehen'. Op 6 juni 1961 sloten de deelstaten het verdrag waarmee de ZDF werd opgericht. De studio's van de FFG in Eschborn en een groot aantal reeds voorbereide programma's werden overgenomen.
Het eerste programma van de ZDF werd op 1 april 1963 uitgezonden vanuit een provisorische televisiestudio op het terrein van de Bavaria Filmstudio's in Wiesbaden. Hier waren de eerste ZDF-studio's gevestigd in enkele barakken.
Op 26 maart 1974 werd het eerste deel van het nieuwe studiocomplex in Mainz in gebruik genomen; een torenflat waarin de directie, journaalredactie en ondersteunende diensten werden gehuisvest en een garage voor de reportagewagens. Sinds 6 december 1984 is de ZDF geheel in Mainz-Lerchenberg gehuisvest. Op deze datum nam de ZDF haar volledige Sendezentrum officieel in gebruik, bestaande uit drie televisiestudio's van verschillende afmetingen. De eerste uitzendingen die vanuit het nieuwe omroepcentrum werden uitgezonden waren de Olympische Winterspelen van 1984 in Sarajevo. Uniek aan deze studio's is dat deze volledig rond zijn, en dat ze uitsluitend voor live uitzendingen worden gebruikt.

## 3sat, ARTE en ZDF Enterprises
Op 13 juli 1984 sloten de Duitse omroepen ZDF en ARD, de Oostenrijkse omroep ORF en de Zwitserse omroep DRS een samenwerkingsverband voor een Duitstalige satellietomroep: 3sat. Sinds 1991 neemt de ZDF ook deel aan het Duits-Franse cultuurkanaal ARTE. Sinds 30 januari 2001 is 3sat ondergebracht in ZDF Sendezentrale 2 aan de overzijde van de Essenheimer Straße in Mainz-Lerchenberg.
ZDF Enterprises werd in 1993 opgericht en is voor 100% een privéonderneming van de ZDF. Het bedrijf behartigt de commerciële belangen van de ZDF als het gaat om merchandising van de aan de programma's van de ZDF gekoppelde artikelen, zoals dvd's en kleding. Verder is de onderneming verantwoordelijk voor de wereldwijde verkoop van ZDF-programma's, internationale coproducties, de licentieverkoop van programmaformats en de onlinemarketing van de ZDF. Het bedrijf heeft een eigen directie en eigen huisvesting, die buiten het omroepterrein in Mainz-Lerchenberg ligt.

## Reclame
De ZDF is een publieke omroep. De reclametijd is beperkt tot 20 minuten per dag op maandag tot en met zaterdag, voor 20.00. Tussen de reclameboodschappen worden korte tekenfilmpjes van de Mainzelmännchen uitgezonden.

## Bekende programma's
- Derrick
- Ein Fall für zwei
- ZDF-Fernsehgarten
- ZDF heute
- ZDF-Hitparade
- Der Kommissar (politieserie)
- Der Kriminalist
- Kultnacht
- Löwenzahn
- Nachtstudio
- Notruf Hafenkante
- Das Philosophische Quartett
- Siska
- Schwarzwaldklinik
- Sportreportage
- Tabaluga tivi
- Wetten, dass..?
- WISO
- Wilkommen bei Carmen Nebel
- 1, 2 oder 3 (Ren je rot)

### Bekende presentatoren
- Thomas Gottschalk
- Dieter Thomas Heck
- Johannes B. Kerner
- Andrea Kiewel
- Andrea Petković
- Marietta Slomka